# Anne Dudek
Pour les articles homonymes, voir Dudek.
Anne Dudek est une actrice américaine née le 22 mars 1975 à Boston (Massachusetts).
Elle est principalement connue pour ses rôles dans les séries télévisées Dr House, Covert Affairs et Flash.

## Biographie
Anne Louise Dudek est née et a grandi dans la région de Boston. Elle a étudié à l'université Northwestern.
À partir du milieu des années 1990, elle apparaît dans diverses productions théâtrales.

### Vie privée
De 2008 à 2016, elle fut mariée à Matthew Heller, avec qui elle a eu un fils, Akiva, né en 2008, et une fille, Saskia, née en 2012.

## Carrière
Elle a fait ses débuts à Broadway dans Wrong Mountain en 2000, et a remporté le Connecticut Critics Circle Award pour son interprétation dans La Ménagerie de verre.
Après le succès à Broadway, elle fait ses débuts à la télévision dans Urgences.
En 2003, elle joue la fille d'Anthony Hopkins dans le film La Couleur du mensonge. Elle apparaît également lors d'un épisode de Six Feet Under et Friends. L'année suivante, elle tourne dans un épisode Desperate Housewives.
En 2006, elle joue dans Psych : Enquêteur malgré lui et dans un épisode de New York, section criminelle. L'année d'après, elle obtient un rôle secondaire dans Dr House.
Entre 2010 et 2012, elle joue dans Covert Affairs, où elle incarne Danielle, la sœur de l’héroïne de la série (jouée par Piper Perabo).
En 2022, elle tient un rôle secondaire dans la mini-série Gaslit aux côtés de Sean Penn.

## Filmographie

### Cinéma

#### Longs métrages
- 2003 : La Couleur du mensonge (The Human Stain) de Robert Benton : Lisa Silk
- 2004 : FBI : Fausses blondes infiltrées (White Chicks) de Keenen Ivory Wayans : Tiffany Wilson
- 2005 : A Coat of Snow de Gordy Hoffman : Anna Marie
- 2006 : Une star dans ma vie (10 Items or Less) de Brad Silberling : Lorraine
- 2006 : Le carrefour du parc (Park) de Kurt Voelker : Meredith
- 2012 : Shadow People de Matthew Arnold : Ellen Camfield
- 2016 : The Good Neighbor de Kasra Farahani : Elise
- 2016 : MiddleMan de Ned Crowley : Grail
- 2016 : Un héritage mortel (Her Last Will) d'Anthony DiBlasi : Patricia
- 2017 : House by the Lake d'Adam Gierasch : Karen

#### Courts métrages
- 2004 : The Naughty Ladyde Sorin Ariel Iarovici : Sara
- 2007 : Speed Dating d'Isaac Feder : Amy
- 2018 : Mira d'Amanda Tasse : Kaya

### Télévision

#### Séries télévisées
- 2001 : Urgences (ER) : Paula Gamble
- 2002 : For the People : Jennifer Carter
- 2002 - 2003 : The Book Group : Clare Pettengill
- 2003 : Amy : Candace Hurle
- 2003 : Six Feet Under : Allison Williman
- 2003 : Friends : Precious
- 2004 : Desperate Housewives : Brandi
- 2004 : Less Than Perfect : Annie
- 2005 : Charmed : Denise
- 2005 : The Inside : Dans la tête des tueurs (The Inside) : Ellen Olsen
- 2005 : Invasion : Katie Paxton
- 2005 : Bones : Tessa Jankow
- 2005 / 2010 : How I Met Your Mother : Natalie
- 2006 : Psych : Enquêteur malgré lui (Psych) : Lucinda
- 2006 : New York, section criminelle (Law and Order : Criminal Intent) : Danielle McCaskin
- 2006 - 2007 : Big Day : Brittany
- 2007 : Numb3rs : Emmanueline Kirtland
- 2007 / 2009 - 2011 : Big Love : Laura Grant
- 2007 - 2009 / 2012 : Dr House : Amber Volakis
- 2007 - 2010 / 2014 : Mad Men : Francine Hanson
- 2009 : Castle : Emma Carnes
- 2010 - 2012 : Covert Affairs : Danielle Brooks
- 2012 : Touch : Allegra
- 2012 : Private Practice : Lori
- 2012 : Esprits criminels (Criminal Minds) : Emma Kerrigan
- 2012 : Mentalist : Sloan Dietz
- 2013 : Masters of Sex : Rosalie
- 2014 : Grimm : Vera Gates
- 2014 : Grey's Anatomy : Elise Castor
- 2014 : Those Who Kill : Benedicte Schaeffer
- 2015 : NCIS : Nouvelle-Orléans (NCIS : New Orleans) : Dawn Lin
- 2015 : Rizzoli and Isles : Cynthia Wallace
- 2015 - 2017 : The Magicians : Professeur Pearl Sunderland
- 2016 : The Mindy Project : Eden
- 2016 : Longmire : Melissa Parr
- 2017 : The Flash : Tracy Brand
- 2017 : You're the Worst : Whitney
- 2018 : Harry Bosch (Bosch) : Pamela Duncan
- 2018 - 2020 : Corporate : Kate Glass
- 2019 : The InBetween : Hannah Foreman
- 2022 : Gaslit : Diana Oweiss
- 2023 : Good Doctor (The Good Doctor) : Olivia
- 2024 : Manhunt (en) (mini-série) : Ellen Stanton

#### Téléfilms
- 2013 : Noël au bout des doigts (Santa Switch) de David S. Cass Sr. : Linda Ryebeck
- 2019 : Ma fille, star des réseaux sociaux... (Deadly Influencer) de Curtis Crawford : Lynn Kessler

## Voix françaises
En France, Laura Blanc est la voix française régulière d'Anne Dudek.
En France
| - Laura Blanc dans : - Dr House (série télévisée) - Castle (série télévisée) - Covert Affairs (série télévisée) - Private Practice (série télévisée) - Esprits criminels (série télévisée) - Mentalist (série télévisée) - Grey's Anatomy (série télévisée) - Those Who Kill (série télévisée) - Rizzoli and Isles (série télévisée) - The Magicians (série télévisée) - Un héritage mortel (téléfilm) - Flash (série télévisée) - You're the Worst (série télévisée) - Harry Bosch (série télévisée) - Ma fille, star des réseaux sociaux (téléfilm) - Céline Ronté dans (les séries télévisées) : - Mad Men - NCIS : Nouvelle-Orléans | et aussi - Ilana Castro dans FBI : Fausses blondes infiltrées - Karine Foviau dans Psych : Enquêteur malgré lui (série télévisée) - Catherine Hamilty dans Big Day (série télévisée) - Françoise Escobar dans Bones (série télévisée) - Véronique Desmardyl dans Big Love (série télévisée) - Laurence Bréheret dans The Mindy Project (série télévisée) |